# Grammicosum flavofasciatum
Grammicosum flavofasciatum là một loài bọ cánh cứng trong họ Cerambycidae.